# Fender Precision Bass
Fender Precision Bass або P-Bass — модель електричної бас-гітари, вироблена Fender Musical Instruments Corporation. У своїй стандартній конфігурації після 1957 року Precision Bass — це чотириструнний інструмент із суцільним корпусом, який зазвичай оснащений хамбакерним звукознімачем із роздільною котушкою та цільним кленовим грифом із 20 ладами з палісандрового або кленового дерева.
Її прототип, розроблений Лео Фендером у 1950 році, був виведений на ринок у 1951 році. Це була перша електрична бас-гітара, яка привернула широку увагу та використовувалася, залишаючись однією з найбільш продаваних і найбільш імітованих електробас-гітар, що значно вплинуло на звучання популярної музики. Лео Фендер розробив бас Precision для гітаристів біг-бенду. Рой Джонсон з біг-бенду Лайонела Хемптона, який проживав в Канзас-Сіті, був першим басистом, який використовував Precision на концерті. Музичний критик Леонард Фізер написав про цю нову розробку в журналі Down Beat, висловивши здивування, почувши басові звуки від гітари. Гемптон незабаром замінив Джонсона на басиста Монка Монтгомері (брата Веса Монтгомері), який був зображений на ескізі поруч із моделями басів Precision у друкованому каталозі Fender у 1957–58 роках. Монтгомері допоміг популяризувати Precision під час європейського туру Гемптона в 1953 році, незважаючи на деякі гіркі відповіді ветеранів-контрабасистів, цитованих у Melody Maker, які говорили, що новий електричний бас був просто «посиленою слабкою нотою» або «посиленим плінк-плюнк».

## Дизайн

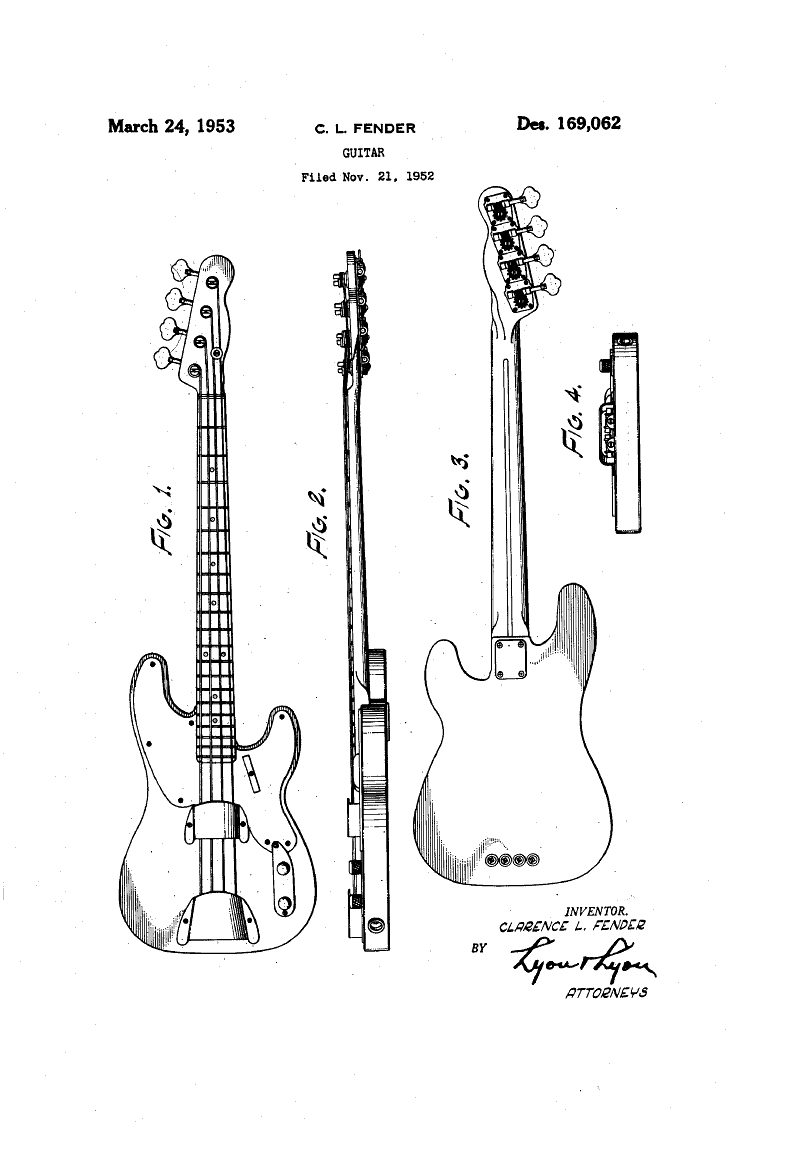
Патентний ескіз для оригінального дизайну Fender Precision Bass

Оригінальна гітара Precision Bass 1951 року має кілька спільних конструктивних особливостей з електрогітарою Telecaster, головною відмінністю якої є корпус з подвійним вирізом. Гітара Stratocaster 1954 року випуску з контурними краями для комфорту була натхненна бас-гітарою Precision. У свою чергу Precision Bass потім запозичив елементи дизайну від гітари Stratocaster. У модельному сезоні 1954/55 років була представлена форма корпусу та комфортне вирізання, схоже на Stratocaster. У моделі 1957 року передня бабка та пікгард були перероблені, щоб нагадували Stratocaster, а оригінальну квадратну форму замінив більш круглий каблук. Перероблений пікгард був виготовлений з одного шару анодованого золотом алюмінію з 10 отворами для гвинтів.